# Gérard Douffet

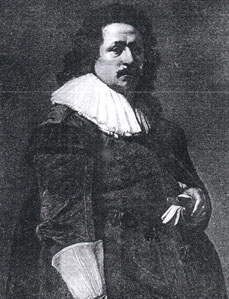
Gérard Douffet. Pinacoteca di Monaco

Gérard Douffet (Liegi, 1594 – Liegi, 1660) è stato un pittore fiammingo.

## Biografia
Fu un pittore specializzatosi come ritrattista.
Il suo percorso di studio e di apprendistato fu piuttosto variegato, visto che studiò dapprima sotto la guida di Jean Tauliers e dal 1612 al 1614 nella bottega del Rubens in Anversa e quindi si trasferì in Italia dove soggiornò fino al 1623 a Roma ed a Venezia.
Tra le sue opere legate al periodo italiano si possono menzionare: il Prometeo del 1614 (collezione privata di Bruxelles); la Sacra Famiglia (Museo Diocesano di Liegi); il Sacrificio di Ifigenia (Cornelismünster); La Forge de Vulcain (1615) (Museo de l'Art Wallon).
Successivamente al soggiorno italiano Douffet realizzò il Ritrovamento della Croce (1624) (Pinacoteca di Monaco di Baviera); La visita di Paolo V alla tomba di san Francesco (1627) (Pinacoteca di Monaco); la Fucina di Vulcano (Accademia di Liegi); un San Rocco (chiesa di Santa Veronica a Liegi); una Natura morte di strumenti musicali (collezione Peralta di Angleur).

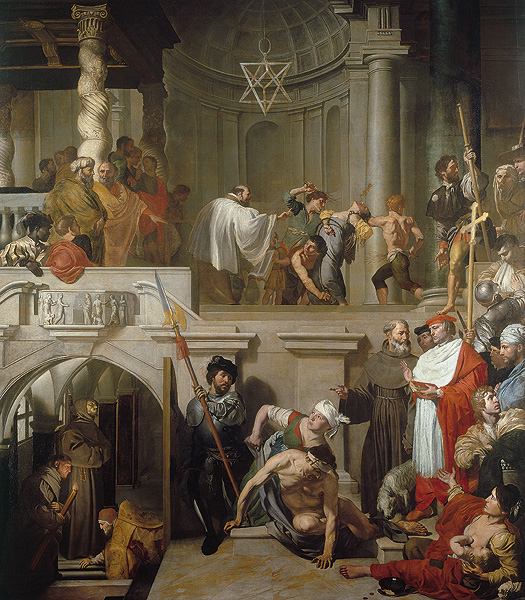
Visita del papa Niccolò V alla tomba di san Francesco 1627

Nel 1628 ricevette l'incarico di pittore di corte presso l'arcivescovo Ferdinando di Baviera, prima di rientrare in Patria, dove fu ostacolato da questioni politiche.
Questo fu il periodo della sua maturità artistica come evidenziarono il Trittico del Battista (1635) (chiesa di San Remacle di Verviers), Una contesa fra i Padri della Chiesa (parrocchiale di Hervé), un Cristo che appare a san Giacomo (Galleria di Augusta).
Importanti furono anche i suoi ritratti, come il B. Laurelle (1630) (Municipio di Liegi), l'Arciduca Ferdinando (1634) (collezione Polain di Liegi) e quelli di numerosi principi, nobili e borghesi.
La sua pittura risentì fortemente di elementi caravaggeschi e romani, ma anche francesi e solo in minima parte di tracce rubensiane, evidenziante per lo più nei suoi soggetti sacri e storici; nella sua ultima fase creativa si evidenziarono elementi classicisti e, infine, una certa influenza di Philippe de Champagne.

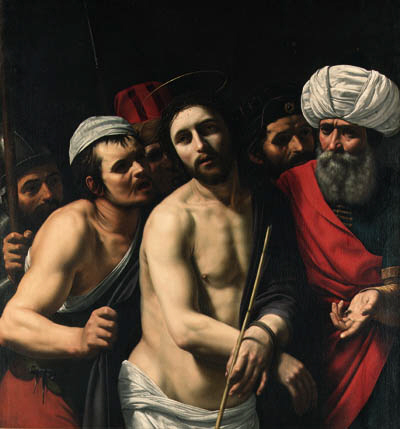
Ecce Homo. Date: incerta